# Smithia conferta
Smithia conferta är en ärtväxtart som beskrevs av James Edward Smith. Smithia conferta ingår i släktet Smithia och familjen ärtväxter. Inga underarter finns listade i Catalogue of Life.

## Bildgalleri

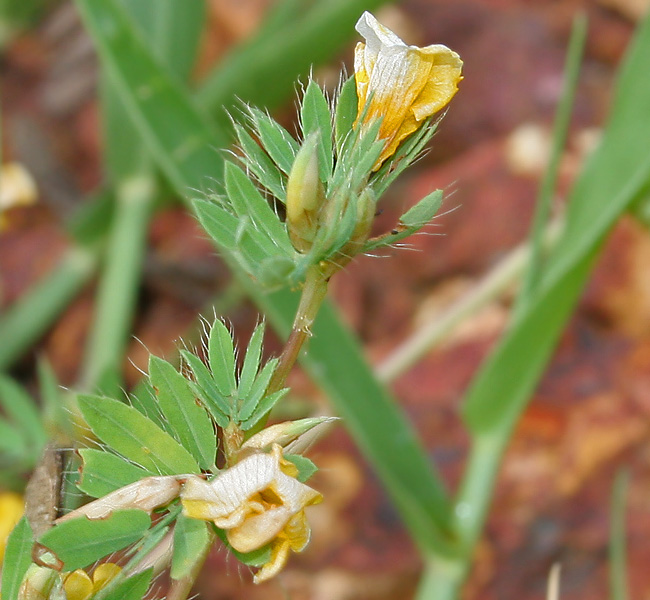
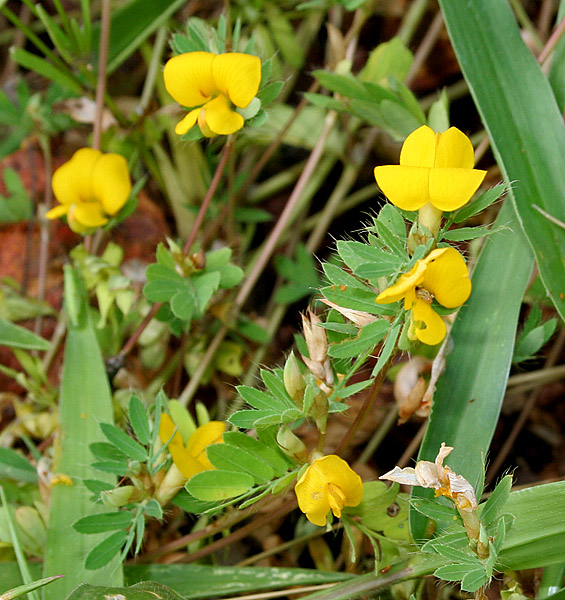
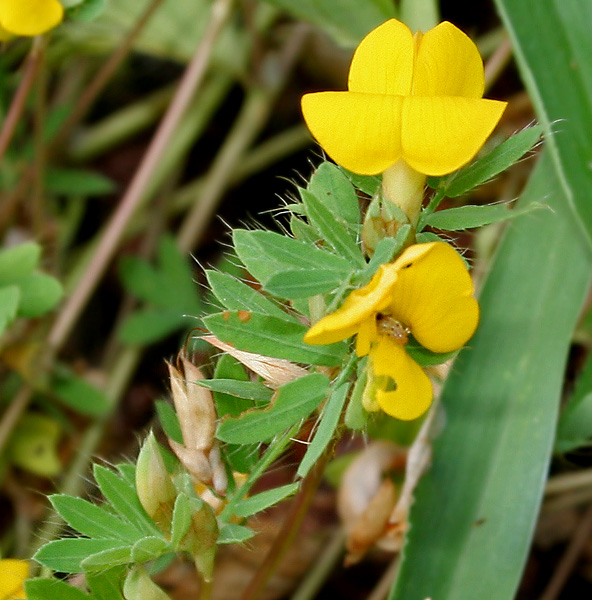